# Helicopsyche annae
Helicopsyche annae är en nattsländeart som beskrevs av Kjell Arne Johanson 1993. Helicopsyche annae ingår i släktet Helicopsyche och familjen Helicopsychidae. Inga underarter finns listade i Catalogue of Life.